# アンナ・デステ
アンナ・デステ（イタリア語: Anna d'Este, 1531年11月16日 - 1607年5月17日）は、ギーズ公フランソワの妃。ユグノー戦争の中心人物。フランス語名アンヌ・デスト（Anne d'Este）。

## 生涯
フェラーラ公エルコレ2世・デステと、フランス王女ルネの長女として、フェラーラで生まれた。幼少時より良い教育を受け、音楽、歌唱、舞踏、絵画も学んだ。
1548年、ロレーヌ公家につらなるフランソワと結婚した。イタリア出身であることと、フランス王女を母に持つことから、当時の王妃カトリーヌ・ド・メディチの近い存在となった。1550年に義父ギーズ公クロードが亡くなり、義母アントワネット・ド・ブルボンとともに所領の経営に本格的に乗り出す。この間、夫フランソワとの間に7子をもうけた。
1563年、フランソワが暗殺される。暗殺の実行者が処罰される間、アンナはユグノーの首領ガスパール・ド・コリニーに猛攻を加えようと手段をこうじた。続く3年間、アンナは王と、自身の嘆願の裁定を握る高等法院から圧力をかけられ続けた。
1566年4月、ヌムール公・ジュヌヴォワ公であるジャック・ド・サヴォワ＝ヌムールと再婚した。夫の所領であるアヌシーで生活するようになり、サヴォイア公と夫との仲裁者となり、ジャックとの間の息子たちの出世に意欲を燃やすようになる。彼女はフランス宮廷での地位も保持し続けていた。
1585年、夫ジャックに先立たれ、アンナは再びパリに出て、セーヌ左岸にある、夫の遺産であるオテル・ド・ヌムールで暮らし始めた。彼女は息子たちとともにカトリック同盟に加わった。先夫との間の子供、ギーズ公アンリがカトリック同盟首領として頭角を現しており、子供のないアンリ3世以後の未来のフランス王候補と呼ばれるようになっていた。
1588年12月、アンリ3世はギーズ公アンリとマイエンヌ公シャルル（アンナと先夫フランソワとの間の次男）の暗殺、そしてアンナの投獄を命じた（ギーズ公アンリは暗殺されるが、シャルルは逃れ、翌1589年に軍を率いてパリへ入城した）。解放後、彼女は未来の王母とカトリック同盟から呼ばれていた。ナヴァール王アンリ（後のアンリ4世）がカトリックに改宗し、アンリ3世と同盟を結んだことで情勢は変化した。1589年8月のアンリ3世暗殺後、アンナは息子たちが反逆者として新王に裁かれることを恐れた。1594年にようやく、アンナはパリへ向かってアンリ4世に恭順の意を表した。
晩年のアンナは、最高の敬意を払われ、経済的に困ることなく子や孫に囲まれて過ごした。1607年に亡くなったとき、所持金は4000リーヴルを下らなかったという。彼女の内臓と心臓はそれぞれパリとジョアンヴィル（先夫ゆかりの地）へ埋葬された。遺体はアヌシーへ運ばれ、ヌムール公ジャックのそばに埋葬された。

## 子女
ギーズ公フランソワとの間には、7子をもうけた。
- アンリ（1549年 - 1588年） - ギーズ公
- カトリーヌ（英語版）（1551年 - 1596年） - モンパンシエ公ルイ3世と結婚
- シャルル（1554年 - 1611年）　-　マイエンヌ公
- ルイ（1555年 - 1588年）　-　ランス大司教、ロレーヌ枢機卿
- アントワーヌ（1557年 - 1560年）
- フランソワ（1559年 - 1573年）
- マクシミリアン（1562年 - 1567年/1568年）

ヌムール公ジャックとの間に、3子をもうけた。
- シャルル（英語版）（1567年 - 1595年）　-　ヌムール公
- マルグリット（1569年 - 1572年）
- アンリ1世（1572年 - 1632年）　-　ヌムール公